# Chrysopogon catachrysus
Chrysopogon catachrysus là một loài ruồi trong họ Asilidae. Chrysopogon catachrysus được Clements miêu tả năm 1985. Loài này phân bố ở miền Australasia.